# 바가지 바이펙스써틴
바가지 바이펙스써틴(Bagagee Viphex13, 본명 : 박한진(朴翰振), 1981년 8월 23일 ~ )은 대한민국의 프로듀서이자 디제이다. 디제이 활동 시작 당시 디제이 바가지라는 예명을 거쳐 현재의 예명을 사용하고 있다.
Davotab 레이블의 수장이자, Bnskrew의 디렉터. 그리고 내가 만든 페스티벌 (존나페)로 인해, 기획자의 타이틀까지 거뭐진 바가지바이펙스써틴 한국의 언더그라운드씬을 중심으로 활동하는 테크노 디제이이자 프로듀서이다.
그는 2009년 밀러프래시엠에서 마인드버스터즈라는 영상, 음악 팀으로 참가 2위를 차지한 것을 필두로, 2014년 밀러사운드크래시 한국 챔피언, 그리고 2014년 미국 라스베가스에서 펼처진 세계결승에서 3위라는 타이틀을 획득하였다. 또한 같은해 Cass에서 주최했던, 디제이 크루 배틀에서 그가 속한 BNSKREW가 우승하며, 4가지의 타이틀 보유자가 되었다.
그의 믹스쇼인 Mixrush 세계적 전자음악 라디오인 Digitally Imported에 레지던트 프로그램으로서 한달에 한번 정기적인 쇼를 선보이고 있으며,
TV에도 종종 출연하여, 본인의 음악 세계를 알리는데 노력하고 있다. 2015년에는 M.net 프로그램인 해드라이너에 출연하여 본인의 음악에 대한 소신을 알렸고, 2017년 SBS의 트라이앵글에 출연 팀 우승과 함께 MVP의 영광을 차지 하였다.
동아방송예술대학교, 한국예술원, 연세콘서바토리에서 교수직을 엮임하였고, 수많은 페스티벌과 헤어쇼, 패션쇼, 무용공연에서 음악감독을 맡았고 예술의 전당에서 플레이하는 디제이로서 이름을 올리게 된다. 그의 작업물은 게임BGM, TV CF등으로도 확장하고 있어 더욱 많은 곳에서 바가지바이펙스써틴의 음악이 함께하고 있다.
2018년 평창 동계 올림픽, 패럴림픽에서 경기장내의 음악을 책임지는 SPP분야의 수석음악감독으로 역임하여, 피겨스케이팅, 쇼트트랙, 패럴림픽 아이스하키의 종목을 담당하였고, 역사적인 순간을 함께 하며 올림픽의 성공적인 개최에 이바지 하였다. 또한 2018년 러시아 월드컵에 출전하는 대한민국 국가대표 축구팀 공식 응원음원을 제작하였고 그 음원은 광화문 광장에서 디제잉과 함께 울려퍼졌다.

## 생애
1981년 8월 23일, 서울시 용산구 남영동에서 1남 1녀중 막내로 태어났다. 유년기를 마산에서 보낸 뒤 부천으로 옮겨 상지국민학교입학, 서울 안산국민학교 졸업, 부천 부인중학교, 부천 중원 고등학교를 졸업하고 2000년 동국대학교 서울캠퍼스 건축학과를 입학, 2008년 졸업한다. 대학 시절, 트랜스 뮤진, 라이코스 카페 트랜스웨이브즈, 테크노게이트, 101테크노 등에서 활동하며 클럽음악을 접하던 중 2002년 압구정에 위치한 클럽 스마일에서 아마추어 디제이 컴페티션에 참여하면서 첫 디제이 무대에 오르게 된다.

#### 2000년~2007년
이후 2005년 명동에서 열리는 댄스매니아 페스티벌 (월드 DJ 페스티벌의 시초)을 계기로 상상공장과 함께 2006년 댄스매니아를 함께 기획하였고, 2년 동안 매주말 홍대 서교 지하보도에서 “클럽 벙커"라는 이름의 야외 디제잉 공연을 펼쳤다.
명월관에서의 작은 파티를 통해 다시 클럽 무대에 서게 되었고, 2008년 디제이 트래비스(Travice)의 권유에 의해 프리퀀시에 소속되었고 그 후로 리퀴드하우스 등 규모있는 파티에 서게 되었다.

#### 2008년 ~2012년
압구정의 슈퍼 클럽 서클(Circle)에서 레지던트 디제이를 시작으로, 2009년 클럽 베라에서 레지던트 디제이를 하게 된다.
일본의 음반사들과 계약을 통해 일본 클럽에서 공연을 하게 되었고 이름을 알리게 된다. 이후, 보다 본격적인 프로듀싱 작업에 매진하여 바가지 바이펙스 써틴의 음악은 아시아를 비롯 테크노 음악이 강세인 남아메리카와 동유럽에서 인기를 끈다.
DJ Ujn 이 이끄는 Arco12와 Unjin이 이끄는 ECI에 합류하여 한국에 테크노를 알리는 일에 힘을 쏟는다.
항상 새로운 작업엔 열려있는 사고를 갖고 한국의 판소리를 새롭게 해석하고 있는 듀오 니나노난다와 함께 테크노판소리라는 작업을 하게 된다. 또한 파티크루인 북방노스페이스를 결성하여 언더그라운드 파티를 이끌고 있으며 베이스뮤직 단체인 Bass Attack의 멤버로서 언더그라운드 음악, 파티씬을 장려하고 있다. 한국의 스트릿 브랜드인 Brownbreath와 DJ Pumpkin, 디제이기기스토어 Turntable Lab과 공동작업으로 디제이용 가방을 개발해 런칭한다.
한국의 정형화된 클럽씬에 하나의 전문적인 클럽으로 자리잡으려는 팩토리 언더그라운드에서 레지던트 활동을 시작한다.
또한 패션슈즈 브랜드인 Royal Elastics와의 콜라보레이션을 통한 앨범을 발매하였다.

#### 2013년
그의 디제이 커리어중 큰 전환점을 맞이하게 되는데, 슬로베이아의 테크노 레이블 1605 아티스트로 등재되고 인터넷 라디오인 DIgitally Imported 에 레지던트 방송을 맡게 되어 Mixrush라는 타이들의 그의 프로그램은 한달에 한번 방송된다. 또한 우크라이나의 테크노 레이블 IAMT와 터키의 미니멀테크노 레이블 Bosphorus Underground, 슬로바이카의 Neptuun City와 계약한다.
그의 트랙들은 beatport 42위 (where the funk), 43위 Hydro Tek(Flitherheadz Remix), trackitdown 2위 (padak padak) 8위 (Funk Rush), 19위 (Frequency's remix) , dance tunes  1위 (where the funk) 등 각종 댄스뮤직 음원챠트에서 주목할 만한 성과를 보인다. 국내에서는 Lovely Talking 앨범이 평론가들을 통하여, 2013년 발표된 앨범중 '숨은진주'로 선정되었다.

#### 2014년~현재
맥주 브랜드 밀러에서 주최하는 Soundclash Korea 대회에 참가하여 1위를 한다. 이후 미국 라스베가스에서 열린 세계 결승에서 3위를 하게 된다. 또한 세계적인 디제이 기어 브랜드인 UDG로부터 함께 월드스폰쉽 아티스트로서 계약을 하게 된다. 독립레이블 다보탑레코즈를 설립한다.
2015년 M.net 서바이벌 프로그램 헤드라이너에 출연하였고 존나페를 기획하였다.
2016년 네덜란드 Amsterdam Dance Event 에 참가한다. 밀라노 엑스포에 참가하였다.
2017년 SBS 트라이앵글 TV 프로그램에 이태원팀으로 출연, 팀 우승과 더불어 MVP를 차지하게 되었다.
2018년 평창동계올림픽, 패럴림픽 SPP 음악감독을 엮임하였다. 러시아월드컵 공식응원가를 제작하고 응원전에 참여하였다. 네덜란드 암스테르담 방송사 Salto 에 출연하였다. 파라다이스시티 내 클럽 크로마 음악감독을 역임중이다.

## 음악세계
2009년부터 수많은 음원을 제작하여 왔으며 발매음원은 500여곡에 달한다 그의 음악은 힘있고, 댄서블한 테크노로 정의되고 있다. 러시아월드컵 공식응원가에서는 드럼 앤 베이스를 트라이앵글 등 방송에서는 드럼스텝, 하우스등 다양한 장르의 음악을 대중에게 선보였다.

#### 주요 제작음원
- 온라인 게임 파이터스 클럽 BGM
- Miller Fresh M TV CF BGM
- Nike Mericual 축구화 런칭 BGM
- LG Optimus G 런칭 음원 제작
- M.net 20's Choice 오프닝 음원 제작
- 코나카드 CF 음원제작
- 2018 전국체전, 전국장애인체전 개막식 카운트다운 음원제작
- 2018 경북체전 개막식 멀티미디어쇼 음원제작
- 현대무용가 배효섭 Step up 음원제작
- 현대무용가 박혜경 "아방", "자조방방" 음원제작

## 기획자
기획자로서도 이름을 알린 그는, 북방크루의 디렉터로서 수많은 파티를 진행하였고, 내가만든페스티벌, 티슈개더링으로 대중적인 인기를 끌게 되었다.

## 공연
디제이 공연은 현재도 매주 클럽에서 열리고 있다. 한국 전역의 대부분 클럽과 페스티벌 공연하였고 수많은 행사와 대학교 축제가 섭외되었으며, 미국 라스베가스 Marque, 일본 Womb, Ageha 등 디제이 투어, 태국 디제이 투어, 브라질, 캐나다, 싱가포르 공연을 하였다. 한국의 현대무용가 안은미와 함께, 현대무용에 디제잉 및 테크노를 결합한 공연을 하였다. 음악감독으로서도 각종 패션쇼와, 시상식 등에서 활약하였다.

### 페스티벌
- Miller Fresh M
- Miller Soundclash LasVegas[14]
- 서울거리예술축제
- 제주 풀문 페스티벌[15] 2012, 2013, 2014, 2015, 2016, 2017
- 글로벌 게더링 코리아 2009, 2011, 2012, 2013, 2014
- 서울 일렉트로닉 뮤직 페스티벌[16]
- 레인보우 페스티벌
- 펜타포트 락 페스티벌 2015, 2016
- 지산 록 벨리 페스티벌
- 명동 나이트 페스티벌[17]
- 더 파이날카운트다운 2012
- 잡컬춰럴 페스티벌
- 이너트립 페스티벌
- 타임 투 락 페스티벌
- 장항 선셋 페스티벌[18]
- 벙커
- 월드 DJ 페스티벌 2013, 2014, 2015, 2016, 2017, 2018, 2019
- 지산 월드 락 페스티벌 2013
- 태국 Next Get High Festival
- 태국 Wipe Out 페스티벌 2014
- Ultra Music Festival Korea 2013, 2014, 2015, 2016, 2017, 2018
- Ultra Music Festival Japan 2015, 2017
- 범계 디제이 페스티벌 2013, 2014
- 아울 페스티벌 2013, 2014, 2015, 2016, 2017, 2018
- 잔다리 페스타 2013, 2014
- 투모로우랜드 유나이트 2017
- 월드클럽돔 2017
- 아카디아 2016
- 사운스퍼레이드 2016. 2017

### 방송
- M.net 김윤아의 마담 B 살롱
- KBS 드라마 꽃보다 남자
- M.net 20’s choice 시상식
- KBS 다큐먼터리 수염
- MBC 우리 결혼했어요
- Mtv. 24
- Mtv 모스트원티드
- M.net 헤드라이너
- SBS 트라이엥글

### 감독
- 2010 이철헤어 커커 헤어쇼
- 2010 Amos 헤어쇼
- M.net 20’s choice 오프닝 음원제작 및 감독
- 2K13 Feel Korea 브라질[19]
- 2K13 Feel Korea 캐나다[20]
- 블리자드 디아블로 파티 감독, 디제이
- 캠퍼스 브레이크 전국투어 감독
- 아울페스티벌 2014,2015,2016,2017,2018
- 2014 서울패션위크 - Greedilous 음원제작 및 감독
- 2018 평창동계올림픽 SPP 수석 음악감독[21]

## 기타
예명
- 본명이 박한진 이기에 연음법칙에 의해 바가지라는 유년기 시절의 별명을 갖고 있었다.
- 여기에 존경하는 일렉트로니카 뮤지션인 Aphex twin의 발음적 오마쥬를 표현하여 viphex13이라는 이름을 추가하여 바가지 바이펙스 써틴이라는 예명을 사용하게 되었다[22].
- 숫자 13의 의미는 알파벳 B와 모양이 흡사하여 다시 Bagagee의 B로 돌아감을 뜻한다.
- 이니셜로서 BV13이라고 사용하곤 하는데 이와 모양이 흡사한 8V8을 예명으로 쓰기도 한다.